# Черепно-мозкова травма
Че́репно-мозкова́ тра́вма — стан, що виникає внаслідок травматичного ушкодження головного мозку, його оболон, судин, кісток черепа і зовнішніх покривів голови. До тяжкої черепно-мозкової травми відносять забиття та стиснення головного мозку, внутрішньочерепні крововиливи.

## Види черепно-мозкових травм

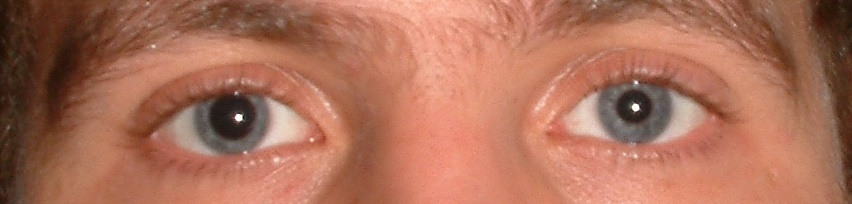
Нерівне розширення зіниць є ознакою тяжкої черепно-мозкової травми

ЧМТ поділяють на первинні (внаслідок травми) та вторинні (внаслідок внутрішніх ускладнень); за локалізацією — вогнищеві та дифузні; за характером пошкодження та глибиною — закриті, відкриті та проникаючі, непроникаючі; за ступенем важкості.
Струс мозку (лат. Commotio cerebri) найпоширеніший (до 75 % у структурі всіх ЧМТ) вид травматичного ураження головного мозку. Характеризується короткочасною втратою свідомості, головним болем, нудотою, блювотою, запамороченням. Виявляються нестійкі вогнищеві симптоми (ністагм), коливання АТ.
Забиття мозку (лат. Contusio cerebri)Більш тяжкий ступінь ураження, аніж струс. Загальномозкові симптоми поєднуються із вираженими вогнищевими порушеннями (парези, афазія) внаслідок розм'якшення мозкової речовини.
Стискання мозку (лат. Compressio cerebri)Виникає при кровотечі з внутрішньочерепних судин. Можливий субарахноїдальний крововилив, епі- та субдуральний. Субарахноїдальний крововилив характеризується розвитком відразу ж після травми менінгеального синдрому та наявності крові у спинномозковій рідині. Для епідуральної гематоми характерний «світлий» проміжок, тобто погіршення стану визначається через декілька годин після травми. Важливим діагностичним симптомом є розширення зіниці з боку гематоми, поява локальних судом або парезу у протилежних кінцівках. При субдуральній гематомі загальномозкові та вогнищеві симптоми виникають через декілька днів. Лікування гематом оперативне.
Переломи черепа, склепіння та основи черепа
Дифузне аксональне пошкодження

## Лікування
За результатами клінічних та діагностичних досліджень виділяють три групи потерпілих:
- ті, що підлягають безумовно консервативному лікуванню (хворі зі струсом та забоєм мозку легкого ступеня, легкою ЧМТ, дифузним аксональним пошкодженням);
- ті, хто безумовно підлягає хірургічному лікуванню (стиснення головного мозку);
- ті, хто потребує інтенсивної терапії (під контролем КТ), за неефективності — хірургічного лікування (вогнищеві забої мозку, деякі внутрішньомозкові крововиливи).

Своєчасне встановлення субстрату ЧМТ, прийняття рішення щодо тактики подальшого лікування (хірургічне або нехірургічне) можливо лише у закладах, оснащених комп'ютерними або магнітно-резонансними томографами. Лікування: суворий ліжковий режим (не менше 10 днів); анальгетики, дегідраційна терапія, гангліоблокатори, антигістамінні препарати, вітаміни.
У лікуванні наслідків ЧМТ застосовують й магнітотерапію[джерело?]. Основною перевагою дії магнітного поля на людський організм є поліпшення загального стану кровоносних судин і кровообігу.
Досліди на мишах засвідчили, що перспективним засобом для того, щоб запобігати негативним наслідкам ЧМТ, може бути герицій їжаковий.